# John Cobb
John Rhodes Cobb (Esher, 2 dicembre 1899 – Loch Ness, 29 settembre 1952) è stato un pilota automobilistico britannico.
Nel 1938 stabilì il record di velocità mondiale (563,58 km/h) e il 16 settembre 1947 lo incrementò a bordo della Railton Special (634,39 km/h).
Nel 1952, mentre tentava di battere il record di velocità acquatica a Loch Ness, la sua imbarcazione esplose e causò la sua morte, alimentando la leggenda dell'esistenza del mostro di Loch Ness, che lo avrebbe appunto ucciso.